# Hanea
Hanea paturau es una especie de araña araneomorfa de la familia Cyatholipidae. Es la única especie del género monotípico Hanea.  Es nativa de Nueva Zelanda en la región de Nelson.